# Jean Joffre
Pour les articles homonymes, voir Joffre (homonymie).
Jean François Omer Joffre, né à Rivesaltes (Pyrénées-Orientales) le 12 novembre 1872 et mort à Paris le 21 février 1944, est un acteur de théâtre et de cinéma français, spécialisé dans les seconds rôles.

## Théâtre
- 1905 : L'Armature d'après Paul Hervieu, théâtre du Vaudeville
- 1906 : Chaîne anglaise de Camille Oudinot et Abel Hermant, théâtre du Vaudeville
- 1906 : Éducation de prince de Maurice Donnay, théâtre du Vaudeville
- 1907 : Les Jacobines d'Abel Hermant, théâtre du Vaudeville
- 1907 : Le Ruisseau de Pierre Wolff, théâtre du Vaudeville
- 1908 : La Maison en ordre d'Arthur Wing Pinero, théâtre Femina
- 1908 : Le Lys de Gaston Leroux, théâtre du Vaudeville
- 1909 : La Route d'émeraude de Jean Richepin, théâtre du Vaudeville
- 1909 : Suzette d'Eugène Brieux, théâtre du Vaudeville
- 1911 : Le Tribun de Paul Bourget, théâtre du Vaudeville
- 1912 : Bel-Ami, de Fernand Nozière d'après Guy de Maupassant, rôle de Walter, Théâtre du Vaudeville, 23 février[1].
- 1912 : On naît esclave de Tristan Bernard et Jean Schlumberger, théâtre du Vaudeville
- 1912 : La Prise de Berg-Op-Zoom de Sacha Guitry, théâtre du Vaudeville
- 1913 : Hélène Ardouin d'Alfred Capus, théâtre du Vaudeville
- 1913 : Le Phalène d'Henry Bataille, théâtre du Vaudeville
- 1913 : La Belle Aventure de Gaston Arman de Caillavet, Robert de Flers et Étienne Rey, théâtre du Vaudeville
- 1917 : Le Sexe fort de Tristan Bernard, théâtre du Gymnase
- 1917 : Grand'père de Lucien Guitry, théâtre de la Porte-Saint-Martin
- 1919 : Mon père avait raison de Sacha Guitry, théâtre de la Porte-Saint-Martin, rôle du docteur Mourier
- 1920 : Les Ailes brisées de Pierre Wolff, théâtre du Vaudeville,
- 1921 : Le Chemin de Damas de Pierre Wolff, théâtre du Vaudeville
- 1923 : L'Enfant d'Eugène Brieux, théâtre du Vaudeville
- 1924 : Après l'amour de Pierre Wolff et Henri Duvernois, théâtre du Vaudeville
- 1926 : Une revue 1830-1930 revue de Maurice Donnay et Henri Duvernois, musique Reynaldo Hahn, théâtre de la Porte-Saint-Martin
- 1927 : Berlioz de Charles Méré, mise en scène Émile Couvelaine, théâtre de la Porte-Saint-Martin
- 1928 : Le Carnaval de l'amour de Charles Méré, mise en scène Émile Couvelaine, théâtre de la Porte-Saint-Martin
- 1929 : Le Dernier Tzar de Maurice Rostand, mise en scène Émile Couvelaine, théâtre de la Porte-Saint-Martin
- 1930 : Langrevin père et fils de Tristan Bernard, mise en scène Jacques Baumer, théâtre des Nouveautés
- 1943 : Les Mouches de Jean-Paul Sartre, mise en scène Charles Dullin, théâtre de la Cité

## Filmographie
- 1911 : Le Poison du professeur Rouff de René Leprince - court métrage -
- 1912 : La Fièvre de l'or de Ferdinand Zecca et René Leprince - film tourné en trois époques -
- 1917 : Fauvette de Gérard Bourgeois - Carolus Dupont
- 1919 : Le Fils de la nuit de Gérard Bourgeois - film tourné en 12 épisodes -
- 1919 : Le Petit Café de Raymond Bernard
- 1920 : La Rafale de Jacques de Baroncelli
- 1921 : Fromont jeune et Risler aîné de Henry Krauss - film tourné en deux époques -
- 1921 : Les Trois Mousquetaires, réalisé par Henri Diamant-Berger - Ciné-roman tourné en 12 épisodes -
- 1922 : Le Mauvais Garçon d'Henri Diamant-Berger
- 1923 : Ma tante d'Honfleur de Robert Saidreau
- 1923 : Le Nègre du rapide No 13 de J. Mandemant - Moulinet
- 1924 : Le Miracle des loups de Raymond Bernard - une version sonorisée est sortie en 1930
- 1927 : Éducation de prince d'Henri Diamant-Berger
- 1931 : Le Rêve, film français réalisé par Jacques de Baroncelli
- 1931 : Après l'amour de Léonce Perret - Ferrand
- 1931 : Tout s'arrange de Henri Diamant-Berger : le colonel
- 1932 : Le Picador de Jaquelux
- 1932 : Clair de lune de Henri Diamant-Berger : Ernest
- 1932 : Les Trois Mousquetaires de Henri Diamant-Berger - film tourné en deux époques -
- 1934 : L'Aventurier de Marcel L'Herbier - Framier
- 1934 : Le Petit Jacques de Gaston Roudès - Le docteur Arttrez
- 1935 : Amants et Voleurs, de Raymond Bernard - Le père Tabac
- 1935 : Gaspard de Besse d'André Hugon - Maître Vincent
- 1936 : L'Assaut de Pierre-Jean Ducis - Marc Labell
- 1936 : Le Coupable de Raymond Bernard - Le bâtonnier
- 1936 : Samson de Maurice Tourneur
- 1937 : Abus de confiance d'Henri Decoin - Le directeur
- 1937 : Êtes-vous jalouse ? d'Henri Chomette - Dutaillis
- 1937 : Marthe Richard, au service de la France de Raymond Bernard - Charles Richard
- 1938 : La Tragédie impériale, - Raspoutine film français réalisé par Marcel L'Herbier, L'archimandrite
- 1938 : Orage, - Le Venin film français réalisé par Marc Allégret - Le père de Georges
- 1938 : Adrienne Lecouvreur de Marcel L'Herbier - Le curé
- 1938 : La Cité des lumières de Jean de Limur
- 1938 : Les Nouveaux Riches, film français d'André Berthomieu - Ancelier
- 1938 : Thérèse Martin de Maurice de Canonge
- 1938 : Terre de feu de Marcel L'Herbier : L'aumonier
- 1939 : Terra di fuoco de Giorgio Ferroni et Marcel L'Herbier, version italienne du précédent : L'aumonier
- 1939 : La Charrette fantôme, film français réalisé par Julien Duvivier - Le gardien de prison
- 1939 : La Fin du jour, réalisé par Julien Duvivier - Philémon
- 1940 : Battement de cœur film français réalisé par Henri Decoin - Le maire
- 1940 : Derrière la façade de Georges Lacombe et Yves Mirande
- 1940 : Narcisse de Ayres d'Aguiar - L'oncle
- 1941 : Le Diamant noir, film français de Jean Delannoy - Daniel
- 1942 : Le Bienfaiteur de Henri Decoin - Le jardinier
- 1942 : Haut-le-Vent de Jacques de Baroncelli
- 1942 : Pontcarral, colonel d'Empire, film français de Jean Delannoy, l'aubergiste
- 1943 : Le Comte de Monte-Cristo, film français en deux parties réalisé par Robert Vernay, 1re partie, Dantes père